# Токен (денежный знак)

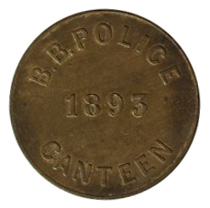
Токен полиции Бечуаналенда, 1893 год

Токен (англ. token) — разновидность жетона (марки, боны), заменявшая мелкие монеты и выпускавшаяся негосударственными компаниями и частными лицами в Англии и её колониях, в США и Канаде, а также во владениях Дании.
Во Франции и Румынии аналогичные денежные знаки назывались жетонами (фр. jeton, рум. jetoane), в России — марками или бонами, в Древней Греции и в Древнем Риме — тессерами.

## Англия, её колонии и США

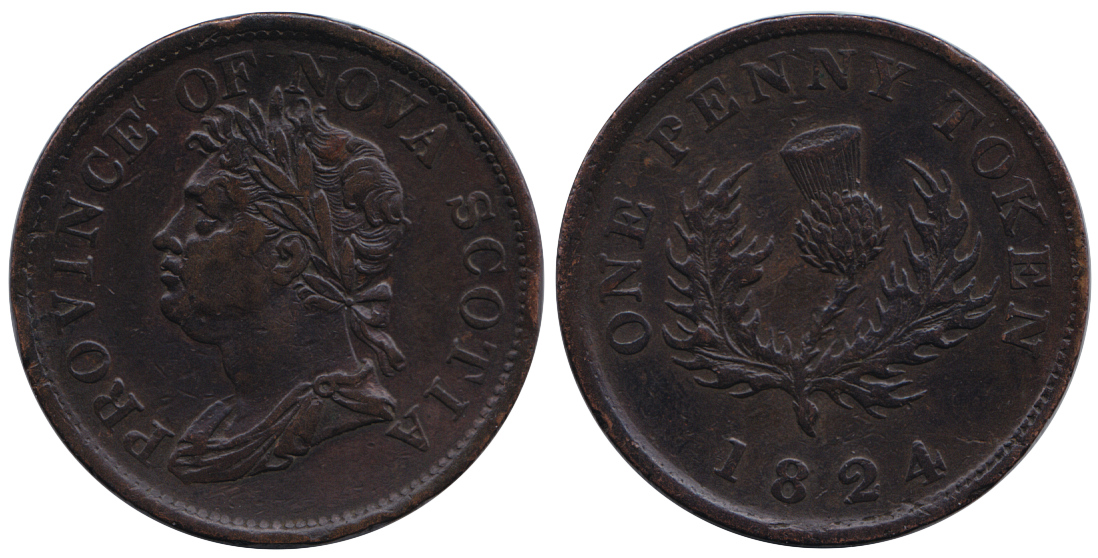
Токен номиналом 1 пенни, отчеканенный для английской колонии Новая Шотландия в 1824 году. На аверсе портрет короля Георга IV. Медь.

Токены выпускались купцами, предпринимателями и банками в связи с нехваткой государственных денежных знаков.
Первые токены начали чеканиться английскими купцами в Англии и британских колониях в XVII веке. Как правило, токены изготавливались из меди или бронзы, редко — из серебра или золота. Число разновидностей токенов огромно, только в XVII веке их было выпущено около 16 000. К концу XVIII века существовали три группы токенов:
- торговые — использовавшиеся в качестве денег;
- памятные, представительские, пропагандистские — фактически медали;
- спекулятивные — предназначавшиеся для коллекционеров, как редкие разновидности токенов («перепутки» и т. п.), фальшивые повторения токенов известных эмитентов и «фантастические» токены от лица вымышленных лиц[5].

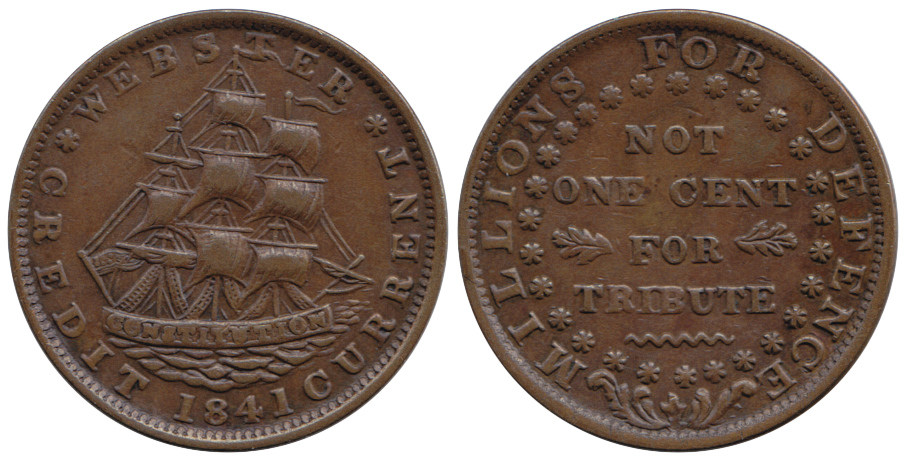
Токен трудных времен 1841 года, США.

Запрет использования токенов не мог помешать их использованию, так как вплоть до XIX века в обращении не хватало монет мелких номиналов. В 1818 году использование токенов было запрещено в Англии, в 1873 году — в колониях.
Токены выпускались в США во время Гражданской войны, обеих мировых войн, а также в период финансового кризиса 1837 года и последовавшей за ним рецессии (см. Токен трудных времен).

## Другие страны
Сходные по назначению денежные знаки выпускались и в других странах, например, в Датской Вест-Индии, в Исландии и Гренландии. Возможно, к токенам относятся также русско-датские копейки (деннинги или корелки).